# Propstei Buchholz

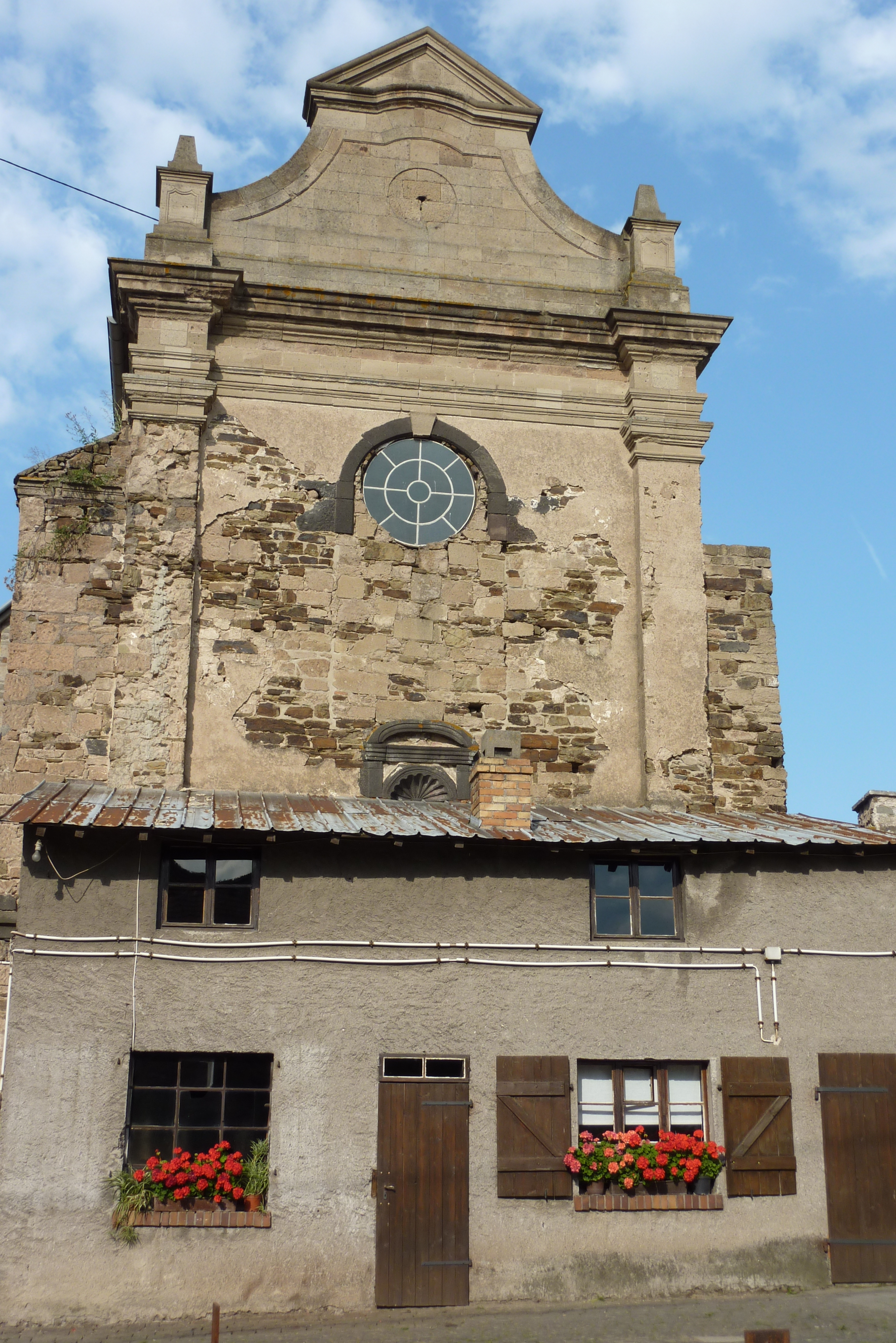
Westfassade der Kirche St. Servatius

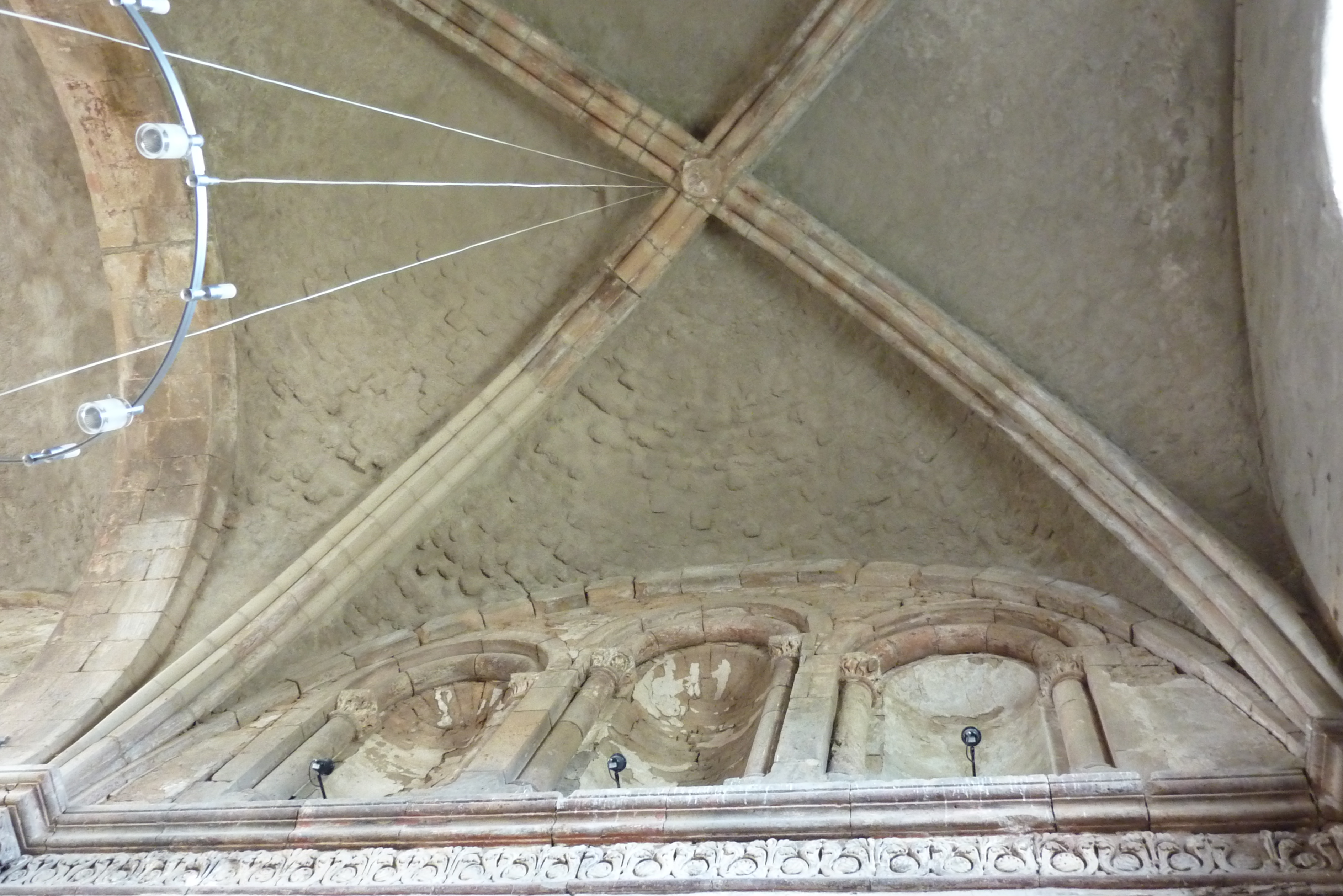
Blendtriforium und Kreuzrippengewölbe des östlichen Langhausjoches

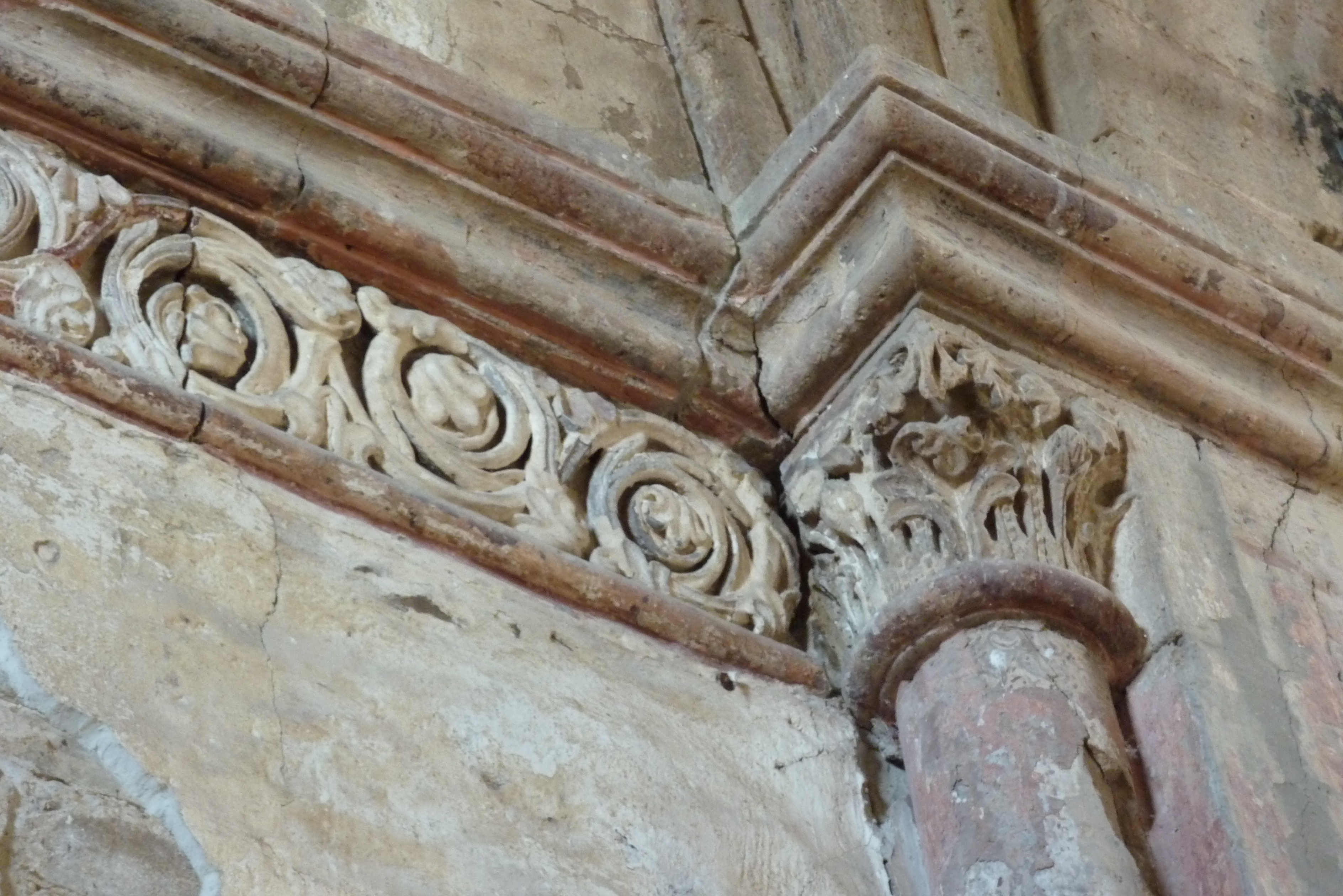
Fries mit Kapitell

Die Propstei Buchholz wurde zu Beginn des 12. Jahrhunderts als eine Niederlassung der Benediktinerabtei Gladbach gegründet. Sie liegt in der Gemeinde Burgbrohl im Landkreis Ahrweiler in Rheinland-Pfalz. Die ehemaligen Klostergebäude werden heute als Bauernhof genutzt. Die nur noch zum Teil erhaltene, dem heiligen Servatius geweihte Kirche gilt als eine der frühesten eingewölbten Basiliken im Rheinland und ist ein geschütztes Kulturdenkmal.

## Geschichte
1135 wurde die Propstei Buchholz erstmals urkundlich erwähnt. Sie war als Niederlassung der Benediktinerabtei Gladbach, heute Mönchengladbach, gegründet worden und sollte diese vor allem mit Wein versorgen, den das Kloster als Messwein benötigte. An den Hängen des Gleestales besaß die Abtei Gladbach Weinberge, auf denen bis ins 18. Jahrhundert Wein angebaut wurde. Im Laufe der Geschichte kam es zu häufigen Streitigkeiten mit den Vögten der Gladbacher Mutterabtei, die auf der Burg Brohl saßen und die Propstei auspressten. Um das Überleben der entlegenen Propstei zu sichern, übertrug ihr das Mutterkloster laut einer Urkunde von 1262 Fischereirechte, Wälder und Mühlen. Nur die Weinberge behielt es in seinem Besitz.
Während des Dreißigjährigen Krieges wurde die Propstei 1644 von lothringischen Truppen geplündert und das verarmte Kloster konnte den mächtigen, überdimensionierten Kirchenbau nicht mehr unterhalten. 1683 wurde das westliche Langhaus abgebrochen und mit einer barocken Fassade geschlossen. Im Jahr 1802, als die Propstei während der Koalitionskriege zum französischen Département Rhin-et-Moselle gehörte, wurde sie aufgehoben. Die Gebäude wurden verkauft und von den neuen Besitzern als Bauernhof genutzt. Die Kirche diente als Scheune und ihre Hauptapsis wurde abgerissen. 1951 zerstörte ein Blitzschlag das Dach und ein Brand fügte den noch vorhandenen Resten der Kirche weiteren Schaden zu. Von 1972 bis 1990 wurden Restaurierungsmaßnahmen durchgeführt.

## Architektur
Die Kirche wurde als dreischiffige Basilika mit einem Joch im Mittelschiff und zwei Jochen in den Seitenschiffen errichtet. Sie besaß ein Querhaus, an dessen Ostseite sich im Norden und im Süden je eine halbrunde Apsis anschlossen. Um 1200 wurde die Kirche im Osten durch eine halbkreisförmige Hauptapsis mit Blendbögen und Zwerggalerie, die von zwei hohen Türmen flankiert war, erweitert. Wohl noch in der romanischen Bauepoche wurden die Seitenschiffe wieder abgebrochen und die Querhausarme verkürzt.
Im Inneren sind noch die Vierung mit ihrem Kreuzgratgewölbe des ursprünglichen, um 1135 entstandenen Baus, das östliche Langhausjoch und die südliche Apsis des Querschiffes erhalten. Im östlichen Joch des Langhauses sind auf beiden Seiten Blendtriforien mit Säulen, Kapitellen und Rundbögen erhalten. Darunter verläuft ein Fries aus Blattranken, der ursprünglich mit weißer, rosa und roter Farbe bemalt war. Er wird der Werkstatt des Laacher Samsonmeisters zugeschrieben wird.

## Förderverein
Am 11. November 1984 wurde der Förderverein zur Wiederherstellung und Unterhaltung der Propsteikirche Buchholz e.V. gegründet.